# Spitownica
Spitownica – niewielki element wyposażenia wspinaczkowego i speleologicznego, służący do ręcznego (niemechanicznego) osadzania kotw rozporowych (m.in. spitów) w skale, czyli tzw. spitowania.

## Budowa
Najprostsza spitownica ma formę stalowego pręta (walca), wyposażonego w ergonomiczny uchwyt dla dłoni. Jeden koniec spitownicy jest nagwintowany kompatybilnie do gwintu spita (który się na spitownicę nakręca), natomiast drugi ma formę kowadełka i służy do pobijania spitownicy młotkiem. Nowsze spitownice zawierają również mechanizm powodujący obrót osi z zamocowanym spitem lub wiertłem pod wpływem uderzeń młotka. Długość spitownicy to ok. 30 cm, waga – kilkaset gramów.

## Spitowanie

### Wybór miejsca
Spitowanie rozpoczyna się od wyboru odpowiedniego fragmentu skały. Skała musi być lita, nie tylko z wierzchu, ale również pod powierzchnią (co można sprawdzić przez opukiwanie skały i słuchanie wydawanego dźwięku). Otwór pod osadzenie spita nie może się znajdować w pobliżu krawędzi skały ani w miejscach, gdzie skała jest szczególnie wypukła; w pobliżu nie mogą też przebiegać linie pęknięć ani tym bardziej rysy. Spitowanie nie ma sensu w miejscach grożących obrywem większych fragmentów skały – np. w przypadku odpękniętych płyt, luźnych bloków skalnych, fragmentów słabo związanych z litym podłożem.

### Wiercenie otworu
Zależnie od konstrukcji spitownicy do wywiercenia w skale otworu mogą służyć specjalne wiertła, bądź też tuleje samych spitów, o ile posiadają przeznaczoną do tego celu koronkę zębów na swojej czołowej powierzchni (tzw. spity koronkowe). Spity te nakręca się na gwintowaną końcówkę spitownicy. Następnie wiertło lub spit przykłada do ściany, zaś w drugi koniec spitownicy uderza się energicznie młotkiem. Dzięki konstrukcji spitownicy energia ruchu postępowego młotka zostaje zużyta na udarowe dociśnięcie wiertła (lub spita) do skały i jednoczesne wykonanie obrotu wiertła (lub spita) wokół własnej osi o kąt zależny od konstrukcji spitownicy – np. 90 stopni. W prostszych spitownicach obrót spita musi być wymuszony ręcznie. Na skutek udaru i obrotu wiertło lub ząbkowana tuleja spita systematycznie wgłębia się w skałę.

### Osadzenie kotwy
W wykonanym spitownicą otworze można osadzać zarówno spity, jak i innego rodzaju kotwy, zatem sposób ich osadzania może być różny. Niektóre rodzaje kotew mechanicznych (w tym klasyczne spity) wymagają, by czoło otworu stanowiło równą i płaską powierzchnię prostopadłą do osi otworu – w takim przypadku otwór wykonany wiertłem należy odpowiednio wykończyć pogłębiając go koronką spita, po czym oczyścić wydmuchując pozostałości urobku.
Klasyczne spity (francuskiej firmy spit) oraz podobne do nich kotwy rozporowe składają się z tulei z nacięciami bocznymi, oraz wbijanego do środka tulei klina. Klin ten umieszcza się w tulei od strony dna otworu, po czym wbija się tuleję wraz z klinem w otwór, co powoduje zagłębianie się klina w tulei i rozpieranie się jej naciętych ścianek o ściany otworu. Dalsze rozpieranie się tulei uzyskiwane jest poprzez wkręcenie do klina śruby, służącej zarazem do przymocowania plakietki. Istnieją również kotwy, w których rozparcie tulei uzyskiwane jest poprzez wbicie do niej trzpienia od zewnętrznej strony otworu.

## Zastosowanie
Zarówno we wspinaczce jak i speleologii rozpowszechnione są akumulatorowe wiertarki udarowe wypierające stopniowo ręczne wiercenie otworów pod spity. Ręczna spitownica jest wciąż stosowana jako narzędzie proste, bezobsługowe, znacznie lżejsze od wiertarki i stosunkowo w porównaniu do niej niewielkie, co ma duże znaczenie w speleologii eksploracyjnej.